# Pablo Peláez González
Pablo Peláez González  (Medellín 3 de mayo de 1944-Medellín, 11 de septiembre de 1989) fue un político y empresario colombiano. Se desempeñó como alcalde de Medellín, asesinado por el Cartel de Medellín.

## Biografía
Nacido en Medellín; estudió derecho en la Universidad Bolivariana de Medellín y asumió la dirección de Hojalata y Laminados S.A. (Holasa). 
Miembro del Partido Liberal Colombiano. Entre 1972 y 1974 fue concejal y alcalde de Medellín entre mayo de 1984 a agosto de 1986, durante su administración se inauguró el Planetario de Medellín. Después de su administración se dedicó a la actividad empresarial.

## Asesinato
Fue asesinado por sicarios, junto a su conductor Adalberto Antonio Rodríguez y dejando herido a su guardaespaldas, mientras se dirigía de su casa en el barrio El Poblado a la empresa Holasa.

## Homenaje
Un puente en Medellín lleva su nombre.